# Kommunalwahlen in Namibia 2025
Die Kommunalwahlen in Namibia 2025 sollen am 26. November 2025, parallel zu den Regionalratswahlen, stattfinden. Ein Sonderwahltag für Polizisten und Helfer der Wahlen ist für den 24. November 2025 geplant. Die Wählerregistrierung soll zwischen dem 4. und 19. August 2025 stattfinden, die Nominierung der unabhängigen Kandidaten findet am 14. Oktober 2025, die der Parteien am 16. Oktober 2025 statt.

## Ausgangslage
- SWAPO: 163
- IPC: 65
- LPM: 52
- PDM: 25
- UDF: 12
- Sonst.: 28

Die bis 2020 in 51 der 57 Lokalverwaltungen regierende SWAPO musste eine weitreichende Wahlniederlage einstecken. Sie hat lediglich 20 der Lokalverwaltungen gewonnen und kann nur in Nkurenkuru ohne Gegensitze regieren. Die SWAPO verlor etwa 40 Prozent ihrer Sitze und nahezu 50 Prozent ihrer Stimmen.